# Mitch van der Ven
Mitch van der Ven (Tilburg, 18 mei 1995) is een voormalig Nederlands profvoetballer die als middenvelder speelt.

## Willem II
Van der Ven doorliep de hele jeugdopleiding van Willem II. In de voorbereiding op het seizoen 2013/14 mocht hij samen met 8 andere talenten aansluiten bij de eerste selectie van de Tilburgers. In diverse oefenwedstrijden maakt hij ook zijn opwachting. Uiteindelijk wordt Van der Ven samen met Justin Mathieu en Maxim Deckers door trainer Jurgen Streppel definitief toegevoegd aan de selectie . Waar Mathieu al snel zijn debuut maakt, moet Van der Ven - ondanks dat hij regelmatig bij de wedstrijdselectie zit - tot 20 oktober 2013 wachten op zijn debuut. In de uitwedstrijd tegen Achilles '29 (1-5 winst) maakt hij in de 85e minuut als vervanger van Gaby Jallo zijn debuut als profvoetballer.

## Amateurvoetbal
In het seizoen 2015/16 speelde hij voor Topklasser JVC Cuijk. Hierna speelde Van der Ven twee seizoenen voor OJC Rosmalen. In het seizoen 2018/19 kwam hij uit voor VV Dongen en hierna speelde hij in België voor KVV Dosko. Medio 2020 ging hij naar Minderhout VV.

## Cluboverzicht
| Seizoen | Club         | Competitie     | Wedstr. | Goals |
| ------- | ------------ | -------------- | ------- | ----- |
| 2013/14 | Willem II    | Eerste divisie | 1       | 0     |
| 2014/15 | FC Eindhoven | Eerste divisie | 0       | 0     |